# Hôtel du comte de Lonlay
L'hôtel du comte de Lonlay est un édifice situé à Argentan, en France.

## Localisation
Le monument est situé dans le département français de l'Orne, au 22 de la rue Saint-Martin, à 80 m au sud-est de l'église Saint-Martin d'Argentan.

## Architecture
Le portail d'entrée et la lucarne qui le surmonte sont inscrits au titre des Monuments historiques depuis le 27 septembre 1948.